# Ballao
Ballao (sardinsky: Ballàu) je italská obec (comune) v provincii Sud Sardegna v regionu Sardinie. Nachází se ve výšce 98 metrů nad mořem a má 719 obyvatel. Rozloha obce je 46,63 km².